# Sandezer Land

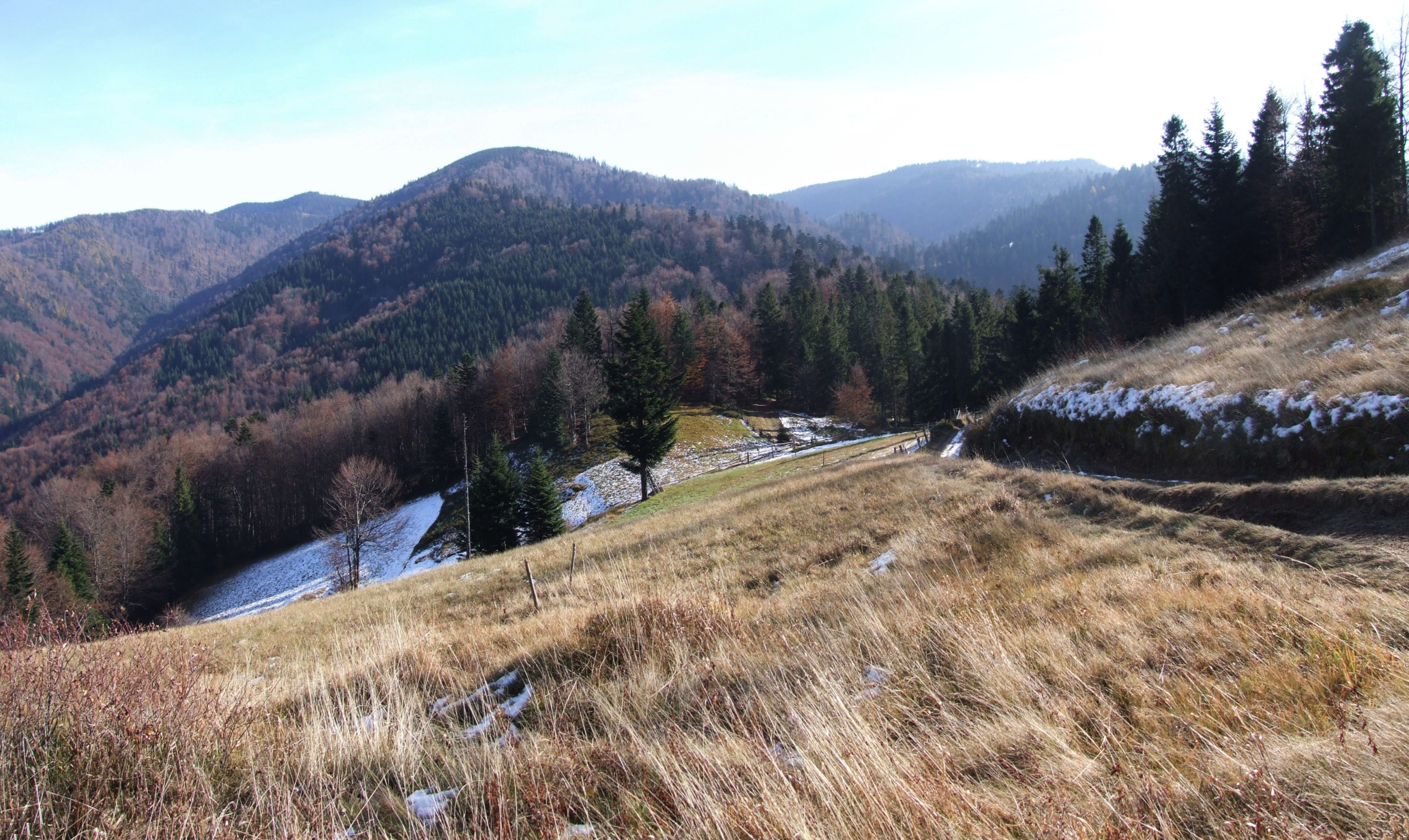
Sandezer Beskiden

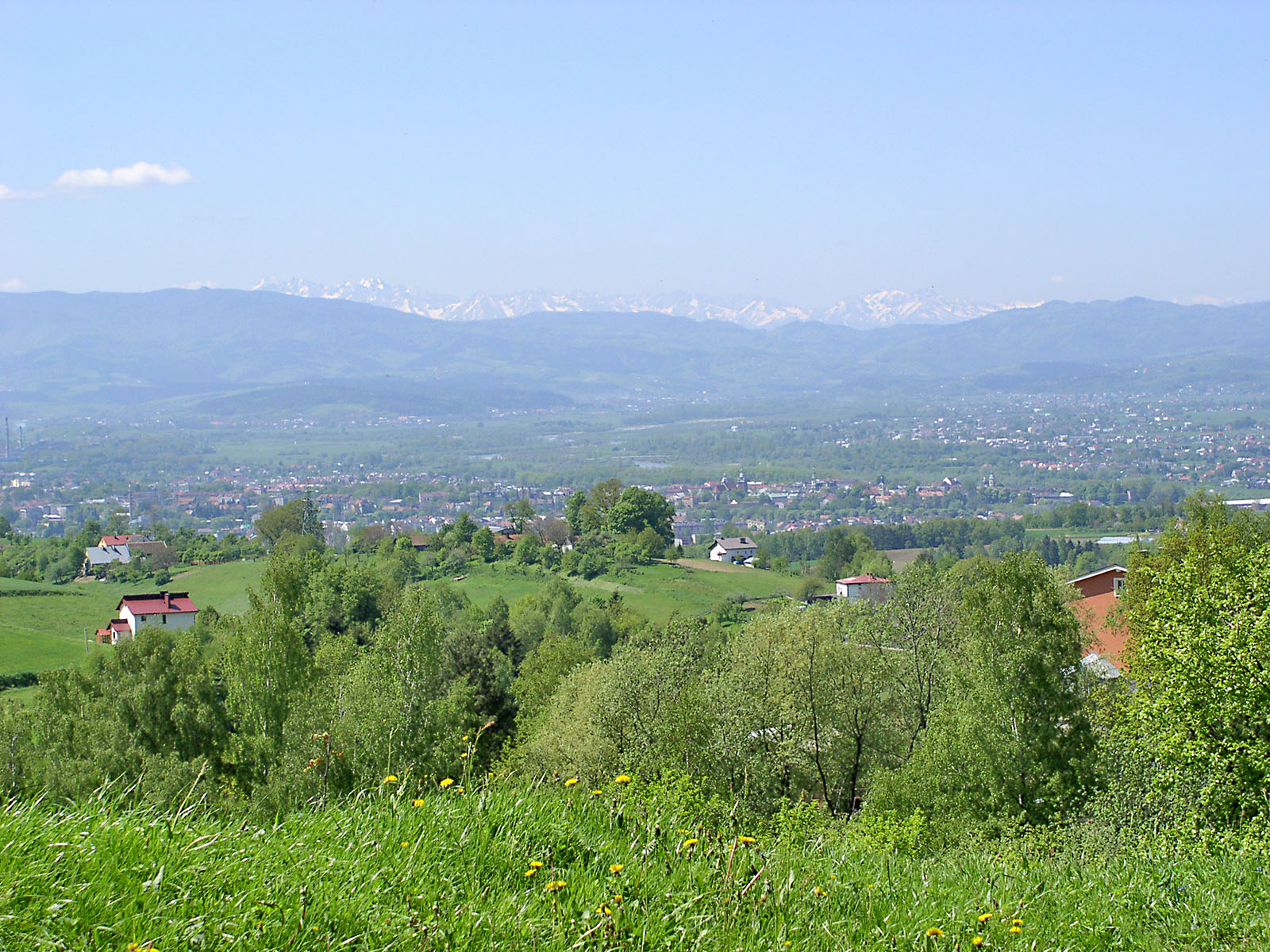
Sandezer Becken

Das Sandezer Land (polnisch Sądecczyzna oder Ziemia sądecka) ist eine historische Region in Kleinpolen in den Westbeskiden. Namensgebend ist die Stadt Stary Sącz im Sandezer Becken. Neben diesem gehören auch die Sandezer Beskiden und Teile des Karpathenvorgebirges zum Sandezer Land. Der wichtigste Fluss des Sandezer Landes ist der Dunajec sowie sein Zufluss Poprad. Politisch gehört die Region zu Kleinpolen.

## Kultur
Das Sandezer Land wird von den Sandezer Lachen, den Sandezer Góralen, den Pogórzanie und den Lemken bewohnt. Das Gebiet kam im 10. Jahrhundert an Polen und wurde bald Grenzregion zu Ungarn. Entlang der Flüsse verliefen die wichtigen Handelswege von Polen (Krakau) nach Ungarn (Buda). Während des polnischen Partikularismus lag es in Kleinpolen, das von Krakau regiert wurde. Bolesław V. gab seiner Gemahlin, der Heiligen Kinga, das Land im Zuge der Eheschließung. Im 13. Jahrhundert gehörten auch weite Teile der Zips zum Sandezer Land und gingen an die Heilige Kinga, die 1257 das Klarissenkloster und das Franziskanerkloster in Stary Sącz gründete, welches zum kulturellen Zentrum der Region wurde. Nowy Sącz wurde 1292 nördlich von Stary Sącz gegründet. Im Zuge der Ersten Polnischen Teilung kam es als Teil Galiziens an die Habsburger. Nach dem Ersten Weltkrieg kam die Region wieder an Polen. Derzeit ist sie Teil der Woiwodschaft Kleinpolen.